# Mercedes-Benz EQA
Mercedes-Benz EQA (H243) — электромобиль-кроссовер немецкой торговой марки Mercedes-Benz, находящийся в производстве с 2021 года.

## Описание
Автомобиль Mercedes-Benz EQA базирован на шасси Mercedes-Benz GLA. Изначально производилась модификация EQA 250, которая в Китае получила индекс EQA 260. Модель оснащена электродвигателем мощностью 188 л. с. и переднеприводной компоновкой.
В марте 2022 года была представлена модификация EQA 250+ с запасом хода 540 км. В мае 2022 года запас хода EQA 250 был увеличен до 490 км.

## Модификации

### Технические характеристики[15][16][17]
| Модель          | Годы производства | Мощность  | Крутящий момент | Трансмиссия | Разгон до 100 км/ч | Максимальная скорость | Запас хода |
| --------------- | ----------------- | --------- | --------------- | ----------- | ------------------ | --------------------- | ---------- |
| EQA 250         | 2021—2022         | 188 л. с. | 375 Н*м         | FWD         | 8,9 сек.           | 160 км/ч              | 426 км     |
| EQA 250         | С 2022            | 188 л. с. | 385 Н*м         | FWD         | 8,6 сек.           | 160 км/ч              | 490 км     |
| EQA 250+        | С 2022            | 188 л. с. | 385 Н*м         | FWD         | 8,6 сек.           | 160 км/ч              | 540 км     |
| EQA 300 4MATIC  | С 2021            | 225 л. с. | 390 Н*м         | 4WD         | 7,7 сек.           | 160 км/ч              | 400—426 км |
| EQA 350 4MATIC+ | С 2021            | 288 л. с. | 520 Н*м         | 4WD         | 6 сек.             | 160 км/ч              | 409—432 км |

| - Вид сзади - Место водителя - Под капотом |